# دمیرچی‌لو
دمیرچی‌لو روستایی است که در استان اردبیل، شهرستان بیله‌سوار، بخش مرکزی، دهستان گوگ‌تپه قرار دارد.

## جمعیت
بر اساس سرشماری سال ۱۳۸۵ جمعیت این روستا ۴۳۰ نفر با ۸۸ خانوار بوده‌است.